# ريكاردو مونتلبان
ريكاردو مونتلبان (بالإسبانية: Ricardo Montalbán)‏ هو ممثل تعبيري وممثل مكسيكي، ولد في 25 نوفمبر 1920 بتوريون في المكسيك، وتوفي في 14 يناير 2009 بلوس أنجلوس في الولايات المتحدة بسبب قصور القلب. من الجوائز التي نالها جائزة إيمي وجائزة إنجاز الحياة لنقابة ممثلي الشاشة ‏.

## أعمال

### أفلام
- (1950) ابنة نبتون
- (1950) ساحة المعركة
- (1957) سايونارا
- (1964) خريف قبيلة شايان
- (1984) كانونبول رن 2
- (1988) السلاح العاري: من ملفات فرقة الشرطة![8]
- (2002)  جزيرة الأحلام المفقودة[9]
- (2006) الولد المشاكس[10]
- (2015) بيكسلز

### مسلسلات
- دامو ستحيل

## جوائز وترشيحات
جوائز
- جائزة إيمي
- جائزة إنجاز الحياة لنقابة ممثلي الشاشة [الإنجليزية]‏

ترشيحات
- جائزة توني عن فئة أفضل ممثل في مسرحية موسيقية [الإنجليزية]‏ (1958)

## وصلات خارجية
- ريكاردو مونتلبان على موقع IMDb (الإنجليزية)
- ريكاردو مونتلبان على موقع روتن توميتوز (الإنجليزية)
- ريكاردو مونتلبان على موقع ألو سيني (الفرنسية)
- ريكاردو مونتلبان على موقع ميوزك برينز (الإنجليزية)
- ريكاردو مونتلبان على موقع تيرنر كلاسيك موفيز (الإنجليزية)
- ريكاردو مونتلبان على موقع أول موفي (الإنجليزية)
- ريكاردو مونتلبان على موقع قاعدة بيانات برودواي على الإنترنت (الإنجليزية)
- ريكاردو مونتلبان على موقع قاعدة بيانات الأفلام السويدية (السويدية)
- ريكاردو مونتلبان على موقع إن إن دي بي (الإنجليزية)
- ريكاردو مونتلبان على موقع أول ميوزيك (الإنجليزية)